# Uladzislaŭ Klimovič
Uladzislaŭ Tadėvušavič Klimovič (in bielorusso Уладзіслаў Тадэвушавіч Клімовіч?; Minsk, 12 giugno 1996) è un calciatore bielorusso, attaccante del Diósgyőr e della nazionale bielorussa.

## Carriera

### Nazionale
Ha giocato nelle nazionali giovanili bielorusse Under-18, Under-19 ed Under-21.
Nel 2017 ha esordito nella nazionale maggiore bielorussa.

## Statistiche

### Cronologie presenze e reti in nazionale
| Cronologia completa delle presenze e delle reti in nazionale ― Bielorussia | Cronologia completa delle presenze e delle reti in nazionale ― Bielorussia | Cronologia completa delle presenze e delle reti in nazionale ― Bielorussia | Cronologia completa delle presenze e delle reti in nazionale ― Bielorussia | Cronologia completa delle presenze e delle reti in nazionale ― Bielorussia | Cronologia completa delle presenze e delle reti in nazionale ― Bielorussia | Cronologia completa delle presenze e delle reti in nazionale ― Bielorussia | Cronologia completa delle presenze e delle reti in nazionale ― Bielorussia |
| Data                                                                       | Città                                                                      | In casa                                                                    | Risultato                                                                  | Ospiti                                                                     | Competizione                                                               | Reti                                                                       | Note                                                                       |
| -------------------------------------------------------------------------- | -------------------------------------------------------------------------- | -------------------------------------------------------------------------- | -------------------------------------------------------------------------- | -------------------------------------------------------------------------- | -------------------------------------------------------------------------- | -------------------------------------------------------------------------- | -------------------------------------------------------------------------- |
| 9-11-2017                                                                  | Erevan                                                                     | Armenia                                                                    | 4 – 1                                                                      | Bielorussia                                                                | Amichevole                                                                 | -                                                                          | 45’                                                                        |
| 13-11-2017                                                                 | Kutaisi                                                                    | Georgia                                                                    | 2 – 2                                                                      | Bielorussia                                                                | Amichevole                                                                 | -                                                                          | 82’                                                                        |
| 9-9-2019                                                                   | Cardiff                                                                    | Galles                                                                     | 1 – 0                                                                      | Bielorussia                                                                | Amichevole                                                                 | -                                                                          | 84’                                                                        |
| 26-2-2020                                                                  | Sofia                                                                      | Bulgaria                                                                   | 0 – 1                                                                      | Bielorussia                                                                | Amichevole                                                                 | -                                                                          |                                                                            |
| 14-10-2020                                                                 | Minsk                                                                      | Bielorussia                                                                | 2 – 0                                                                      | Kazakistan                                                                 | UEFA Nations League 2020-2021 - 1º Turno                                   | -                                                                          | 66’                                                                        |
| 11-11-2020                                                                 | Bucarest                                                                   | Romania                                                                    | 5 – 3                                                                      | Bielorussia                                                                | Amichevole                                                                 | 1                                                                          | 70’                                                                        |
| 15-11-2020                                                                 | Barysaŭ                                                                    | Bielorussia                                                                | 2 – 0                                                                      | Lituania                                                                   | UEFA Nations League 2020-2021 - 1º Turno                                   | -                                                                          | 81’                                                                        |
| 18-11-2020                                                                 | Scutari                                                                    | Albania                                                                    | 3 – 2                                                                      | Bielorussia                                                                | UEFA Nations League 2020-2021 - 1º Turno                                   | -                                                                          | 86’                                                                        |
| 27-3-2021                                                                  | Minsk                                                                      | Bielorussia                                                                | 4 – 2                                                                      | Estonia                                                                    | Qual. Mondiali 2022                                                        | -                                                                          | 87’                                                                        |
| 30-3-2021                                                                  | Heverlee                                                                   | Belgio                                                                     | 8 – 0                                                                      | Bielorussia                                                                | Qual. Mondiali 2022                                                        | -                                                                          | 75’                                                                        |
| 2-6-2021                                                                   | Minsk                                                                      | Bielorussia                                                                | 1 – 2                                                                      | Azerbaigian                                                                | Amichevole                                                                 | -                                                                          | 70’                                                                        |
| 2-9-2021                                                                   | Vitkovice                                                                  | Rep. Ceca                                                                  | 1 – 0                                                                      | Bielorussia                                                                | Qual. Mondiali 2022                                                        | -                                                                          | 64’                                                                        |
| 5-9-2021                                                                   | Kazan'                                                                     | Bielorussia                                                                | 2 – 3                                                                      | Galles                                                                     | Qual. Mondiali 2022                                                        | -                                                                          |                                                                            |
| 8-9-2021                                                                   | Kazan'                                                                     | Bielorussia                                                                | 0 – 1                                                                      | Belgio                                                                     | Qual. Mondiali 2022                                                        | -                                                                          |                                                                            |
| 8-10-2021                                                                  | Tallinn                                                                    | Estonia                                                                    | 2 – 0                                                                      | Bielorussia                                                                | Qual. Mondiali 2022                                                        | -                                                                          |                                                                            |
| 11-10-2021                                                                 | Kazan'                                                                     | Bielorussia                                                                | 0 – 2                                                                      | Rep. Ceca                                                                  | Qual. Mondiali 2022                                                        | -                                                                          | 78’                                                                        |
| 13-11-2021                                                                 | Cardiff                                                                    | Galles                                                                     | 5 – 1                                                                      | Bielorussia                                                                | Qual. Mondiali 2022                                                        | -                                                                          | 71’                                                                        |
| 16-11-2021                                                                 | Minsk                                                                      | Bielorussia                                                                | 1 – 0                                                                      | Giordania                                                                  | Amichevole                                                                 | -                                                                          |                                                                            |
| 26-3-2022                                                                  | Manama                                                                     | Bielorussia                                                                | 3 – 0                                                                      | India                                                                      | Amichevole                                                                 | -                                                                          | 86’                                                                        |
| 29-3-2022                                                                  | Arad                                                                       | Bielorussia                                                                | 1 – 0                                                                      | Bahrein                                                                    | Amichevole                                                                 | -                                                                          | 67’                                                                        |
| 3-6-2022                                                                   | Novi Sad                                                                   | Bielorussia                                                                | 0 – 1                                                                      | Slovacchia                                                                 | UEFA Nations League 2022-2023 - 1º Turno                                   | -                                                                          | 71’                                                                        |
| 6-6-2022                                                                   | Novi Sad                                                                   | Bielorussia                                                                | 0 – 0                                                                      | Azerbaigian                                                                | UEFA Nations League 2022-2023 - 1º Turno                                   | -                                                                          | 61’                                                                        |
| 10-6-2022                                                                  | Novi Sad                                                                   | Bielorussia                                                                | 1 – 1                                                                      | Kazakistan                                                                 | UEFA Nations League 2022-2023 - 1º Turno                                   | -                                                                          | 81’                                                                        |
| 13-6-2022                                                                  | Baku                                                                       | Azerbaigian                                                                | 2 – 0                                                                      | Bielorussia                                                                | UEFA Nations League 2022-2023 - 1º Turno                                   | -                                                                          | 57’                                                                        |
| 22-9-2022                                                                  | Astana                                                                     | Kazakistan                                                                 | 2 – 1                                                                      | Bielorussia                                                                | UEFA Nations League 2022-2023 - 1º Turno                                   | -                                                                          | 61’                                                                        |
| 25-9-2022                                                                  | Bačka Topola                                                               | Slovacchia                                                                 | 1 – 1                                                                      | Bielorussia                                                                | UEFA Nations League 2022-2023 - 1º Turno                                   | -                                                                          | 45’                                                                        |
| 17-11-2022                                                                 | Dubai                                                                      | Siria                                                                      | 0 – 1                                                                      | Bielorussia                                                                | Amichevole                                                                 | -                                                                          | 61’                                                                        |
| 20-11-2022                                                                 | Dubai                                                                      | Oman                                                                       | 2 – 0                                                                      | Bielorussia                                                                | Amichevole                                                                 | -                                                                          | 45’                                                                        |
| 25-3-2023                                                                  | Novi Sad                                                                   | Bielorussia                                                                | 0 – 5                                                                      | Svizzera                                                                   | Qual. Euro 2024                                                            | -                                                                          | 45’                                                                        |
| 28-3-2023                                                                  | Bucarest                                                                   | Romania                                                                    | 2 – 1                                                                      | Bielorussia                                                                | Qual. Euro 2024                                                            | -                                                                          | 65’                                                                        |
| 16-6-2023                                                                  | Budapest                                                                   | Bielorussia                                                                | 1 – 2                                                                      | Israele                                                                    | Qual. Euro 2024                                                            | -                                                                          | 79’                                                                        |
| 19-6-2023                                                                  | Budapest                                                                   | Bielorussia                                                                | 2 – 1                                                                      | Kosovo                                                                     | Qual. Euro 2024                                                            | -                                                                          | 88’                                                                        |
| 12-10-2023                                                                 | Budapest                                                                   | Bielorussia                                                                | 0 – 0                                                                      | Romania                                                                    | Qual. Euro 2024                                                            | -                                                                          | 83’                                                                        |
| 15-10-2023                                                                 | San Gallo                                                                  | Svizzera                                                                   | 3 – 3                                                                      | Bielorussia                                                                | Qual. Euro 2024                                                            | -                                                                          | 83’ 90+2’                                                                  |
| 18-11-2023                                                                 | Budapest                                                                   | Bielorussia                                                                | 1 – 0                                                                      | Andorra                                                                    | Qual. Euro 2024                                                            | -                                                                          | 46’                                                                        |
| 21-11-2023                                                                 | Pristina                                                                   | Kosovo                                                                     | 0 – 1                                                                      | Bielorussia                                                                | Qual. Euro 2024                                                            | -                                                                          | 73’                                                                        |
| 7-6-2024                                                                   | Minsk                                                                      | Bielorussia                                                                | 0 – 4                                                                      | Russia                                                                     | Amichevole                                                                 | -                                                                          | 68’                                                                        |
| 11-6-2024                                                                  | Budapest                                                                   | Bielorussia                                                                | 0 – 4                                                                      | Israele                                                                    | Amichevole                                                                 | -                                                                          | 73’                                                                        |
| 5-9-2024                                                                   | Zalaegerszeg                                                               | Bielorussia                                                                | 0 – 0                                                                      | Bulgaria                                                                   | UEFA Nations League 2024-2025 - 1º turno                                   | -                                                                          | 83’                                                                        |
| 12-10-2024                                                                 | Zalaegerszeg                                                               | Bielorussia                                                                | 0 – 0                                                                      | Irlanda del Nord                                                           | UEFA Nations League 2024-2025 - 1º turno                                   | -                                                                          | 75’                                                                        |
| 15-10-2024                                                                 | Zalaegerszeg                                                               | Bielorussia                                                                | 1 – 1                                                                      | Lussemburgo                                                                | UEFA Nations League 2024-2025 - 1º turno                                   | -                                                                          | 74’                                                                        |
| 15-11-2024                                                                 | Belfast                                                                    | Irlanda del Nord                                                           | 2 – 0                                                                      | Bielorussia                                                                | UEFA Nations League 2024-2025 - 1º turno                                   | -                                                                          | 62’                                                                        |
| Totale                                                                     |                                                                            | Presenze                                                                   | 43                                                                         |                                                                            | Reti                                                                       | 1                                                                          |                                                                            |

## Palmarès

### Club

#### Competizioni nazionali
- Campionato bielorusso: 1

BATĖ Borisov: 2014
- Supercoppa di Bielorussia: 1

BATĖ Borisov: 2015
- Peršaja Liha: 1

Islač: 2015